# エヴィア島
エヴィア島（エヴィアとう、ギリシア語: Εύβοια /  Évvoia, Évia）は、ギリシャの東方、エーゲ海西部に位置する島。ギリシャではクレタ島に次いで二番目に大きな島である。古代ギリシアではエウボイア島（古代ギリシア語: Εὔβοια /  Eúboia）と呼ばれた。
島の中心都市であるハルキダ（カルキス）付近において、2本の橋でギリシャ本土と結ばれている。エヴィア島は周辺の島や本土側の一部とともにエヴィア県を構成している。

## 名称
古代ギリシアではエウボイア島（古代ギリシア語: Εὔβοια /  Eúboia）と呼ばれ、またその形からマクリス島やドリケ島、あるいは居住していた民族名からエロピア島やアバンティス島などとも呼ばれていた。ラテン語ではエウボエア島（Euboea）と呼ばれた。
中世には、エヴリポス海峡の名がエヴリポやエグリポと変化して、さらに島全体を指す名称となった。また、ヴェネツィア共和国がこの島を統治した時代には、島と本土とを結んだ橋に因んで島全体がネグロポンテ（Negroponte、黒い橋）と呼ばれた。オスマン帝国統治下ではエーリボズ島（Eğriboz）の名で呼ばれた。
この島の名称には、英語名によるユービア島（Euboea）が用いられることもある。

## 地理

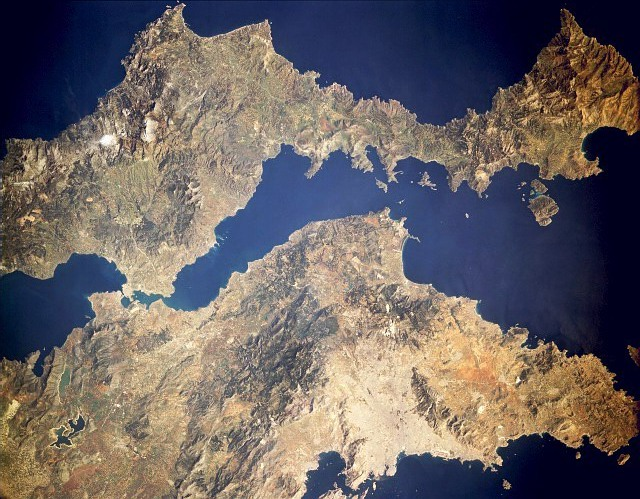
エヴリポス海峡

山脈が北西から南東に走り、ほとんど石灰岩で覆われているが、峡谷の狭い平野は肥沃で、小麦、大豆、葡萄、オリーブなどを産し、家畜の飼育が行われる。また、亜炭、大理石、マグネサイトなどの鉱産もある。
エヴィア島は、もともとはギリシャ本土の一部であり、地震により分裂して島になった、と考えられている。それは、エヴィア島の近くには断層が走っており、またかつて島の北部で地震が起きたことがあるという話を、トゥキディデスとストラボンの両者が述べているからである。島の北端は、テッサリア地方の海岸と海峡によって隔てられており、その距離は40mにも満たない地点もある。エヴリポス海峡と呼ばれるこの海峡の、ハルキスの町周辺は特に狭く、ギリシア神話の中でアガメムノーンの艦隊が、逆風で進めなかったことが理解できるほどである。また、この海峡の潮流は特異であり、古代から学問の主題となってきた。それはまるで川の流れようであり、一方に流れたかと思うと、すぐに逆方向の流れが生じるのである。ここに初めて橋が架けられたのは、ペロポネソス戦争中の紀元前410年のことであった。
エヴィア島の主な山には、ディルフィス山（1,745m）やオヒ山（1,394m）、ピクサリア山（1,341m）などがある。島の北はパガシティコス湾に接し、西ではマリアコス湾や北エヴィア湾などに接している。

## 歴史

### 古代
エウボイア島（エヴィア島）の歴史は、島内の2つの主要都市であるハルキスとエレトリアの歴史と重なる。2つの町はともに、アッティカ地方から移住したイオニア人によって建設された。当時イオニア人の植民は、クーマイやレギオンといったマグナ・グラエキア（イタリア半島南部）やシチリア島、マケドニア地方沿岸など多地域で行われ、新しい交易路を確立するとともに、西洋文明の地域を拡大したのであった。
ハルキスとエレトリアの商業は特に盛んであり、エウボイア島の秤やさしが、他のイオニア人都市で一般的に使用されただけでなく、アテナイでもソロンの時代まで使用されたほどであった。また、ハルキスとエレトリアはライバル関係にあり、力は双方互角であったという。古代ギリシア初期の歴史の中で、双方の間で海戦が行われたこともあった。紀元前710年ごろから紀元前650年ごろにかけ、両都市はレラントス戦争で争い、ハルキスが勝利を収めた。
紀元前490年にはアケメネス朝ペルシアによって、エレトリアの町は完全に破壊され、住民はペルシアに送られた。しかしマラトンの戦いでギリシアが勝利すると、町はほぼ同じ場所に再建された。その後のエレトリアがかつての栄光を取り戻すことは無かったが、エウボイア島第2の都市であり続けた。このため、ハルキスが優位に立ったが、以後アテナイの軍事力に悩まされることとなった。紀元前506年にハルキスがアテナイに完全に敗北すると、約4,000人のアテナイ人の植民者がエウボイア島に送り込まれ、エウボイア島は独立した地位を失うこととなった。
紀元前446年にエウボイア島で、アテナイの支配下から脱却しようという動きが見えたために、ペリクレスによって再びアテナイからの入植者が送り込まれた。彼らは島の北部にあったヒスティアエアの町に移住し、元々の住民を追放した。アテナイにとってエウボイア島は、アテナイに供給する穀物や肉牛を生産し、アテナイの商業を安全なものとし、アテナイを海賊から守るために重要な拠点であると認識しており、アテナイから距離的に非常に近いエウボイア島が敵の手に渡ることは、アテナイにとって非常に危険なことであった。紀元前410年に再びエウボイア島は独立を果たしたが、カイロネイアの戦いで敗北してピリッポス2世率いるマケドニア王国に併合され、その後共和政ローマの支配下に入った。

### 中世から近代
エヴィア島はローマ帝国分裂後、東ローマ帝国に引き継がれた。1157年にはシチリア王国の軍隊によってエヴィア島沿岸の町は全て破壊された。その後の第4回十字軍の結果、東ローマ帝国の領土が分割されると、エヴィア島は3つの領地に分けられ、ヴェネツィア共和国の影響下に置かれることとなった。しかし1470年にはオスマン帝国のスルタン・メフメト2世によって、激戦の末に要塞化されたネグロポンテ（ハルキス）の町は、ヴェネツィア共和国からオスマン帝国の手に渡った。その後、1479年の講和でユービア島は正式にオスマン帝国領となった。1470年から1830年に亘るオスマン帝国の支配の間、エヴィア島はエーリボズ島（Eğriboz）という名称で呼ばれることとなった。1830年に起こったギリシャ独立戦争の結果、エヴィア島は新しく建国されたギリシャ王国の領土となった。

### 現代
2006年には東ヨーロッパ一帯を襲った激しい降雪に見舞われ、2007年には山火事の被害を受けた。